# Belmar
Belmar, stad i Monmouth County, New Jersey, USA. Vid folkräkningen år 2000 bodde 5 927 personer på orten. Den har enligt United States Census Bureau en area på totalt 4,4 km² varav 1,7 km² är vatten.   

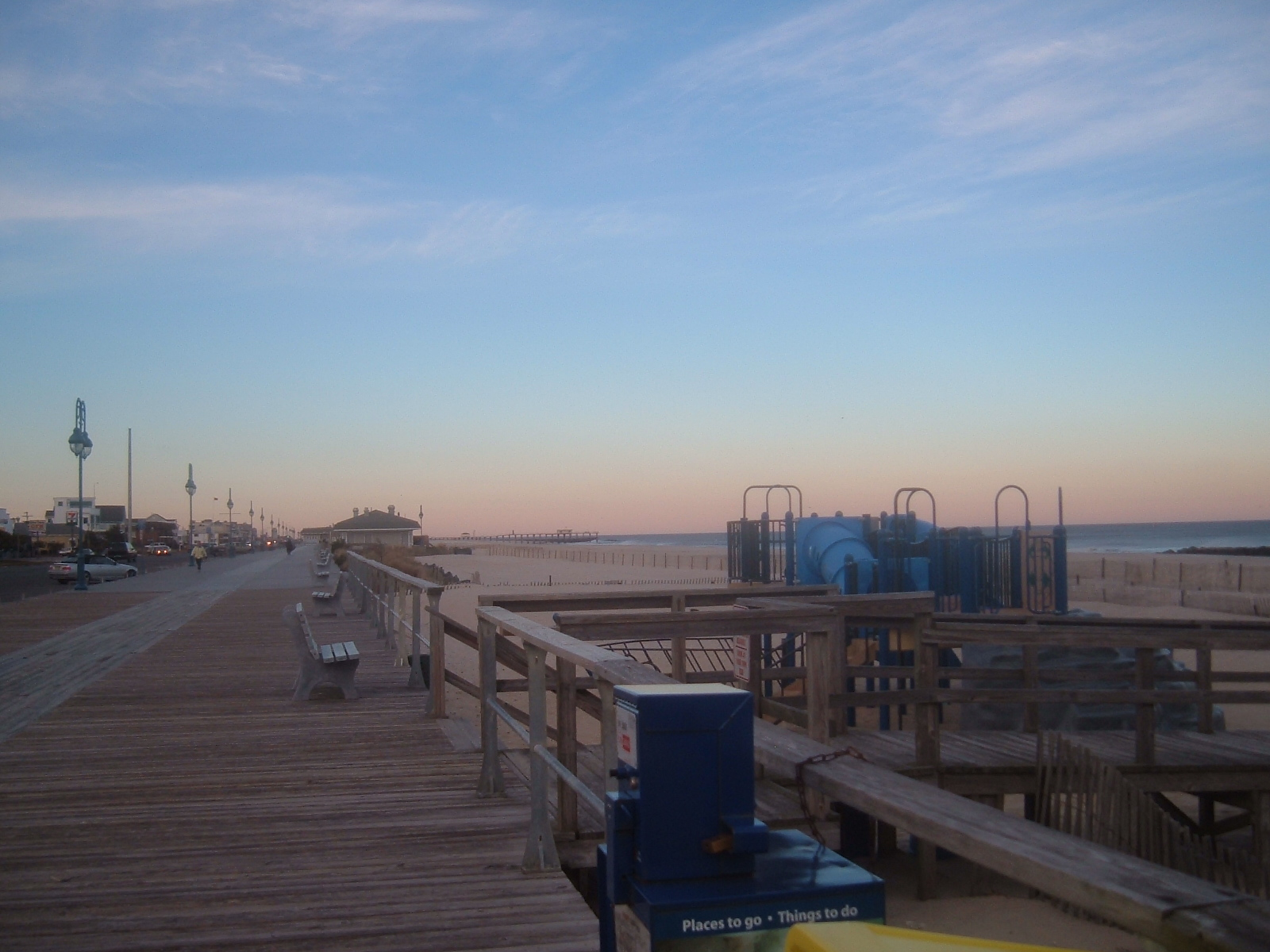
Strandpromenaden i Belmar.